# Шевријер (Оаза)
Шевријер (фр. Chevrières) насеље је и општина у североисточној Француској у региону Пикардија, у департману Оаза која припада префектури Компјењ.
По подацима из 2011. године у општини је живело 1791 становника, а густина насељености је износила 144,44 становника/km². Општина се простире на површини од 12,4 km². Налази се на средњој надморској висини од 35 метара (максималној 82 m, а минималној 29 m).

## Демографија
| 1962. | 1968. | 1975. | 1982. | 1990. | 1999. | 2011. |
| ----- | ----- | ----- | ----- | ----- | ----- | ----- |
| 1.222 | 1.264 | 1.535 | 1.605 | 1.575 | 1.632 | 1.791 |

График промене броја становника у току последњих година